# هيو كولينز
هيو كولينز (بالإنجليزية: Hugh Collins)‏ هو مدرس بريطاني، ولد في 21 يونيو 1953.